# Z Lyrae
Z Lyrae är en pulserande variabel av Mira Ceti-typ (M) i stjärnbilden Lyran. 
Stjärnan varierar mellan visuell magnitud +9,2 och 15,3 med en period av 288,1 dygn.